# Андріюк Василь Васильович
Васи́ль Васи́льович Андрію́к (нар. 14 квітня 1963, Косів, Івано-Франківська обл. — пом. 23 серпня 2014, Сіверськодонецьк, Луганська обл.) — український військовик, солдат Збройних сил України, учасник російсько-української війни.

## Життєпис
Народився 1963 року в місті Косів (Івано-Франківська область). Василя, його брата і сестру виховувала бабуся Параска — мама померла молодою — у віці 33 років, а батько вдруге одружився. Закінчив косівську ЗОШ № 2. У Львові вивчився на електрика. Проходив строкову службу в РА, служив зв'язковим в одній із московських військових частин. Демобілізувався і вирушив на Донбас — працював електриком у шахті. Там одружився, але сімейне життя не склалося. Другий шлюб теж був нещасливим; сімейне життя налагодилося за третьою спробою — з Ярославою, молодшою на 16 років. Василь знову приїхав до Косова.

Член Косівської районної організації ВО «Свобода». Від лютого 2014-го був активним учасником Революції гідності. Навесні записався добровольцем, солдат, 24-й батальйон територіальної оборони «Айдар», псевдо «Німець». А дружині сказав, що знайшов у Києві роботу на будівництві. Що на фронті — дізналася, коли супроводжував у район першого убитого вояка. Дружині тоді сказав: 
|  | Як почуєш, що москалі добираються до Києва, тікай у гори! Тікай з дитиною, куди очі дивляться. Бо москалі дуже знущаються з наших жінок. Пощади не буде нікому. |

23 серпня 2014-го загинув від кулі снайпера під Сіверськодонецьком у бою з російськими диверсантами, що готували теракт у Харкові. Повідомлялося, що бій відбувся в районі с. Смолянинове. Тоді загинуло ще 6 вояків «Айдару»: Володимир Бойко, Євген Гаркавенко, Андрій Корабльов, Оганес Петросян, Андрій Писаренок і Володимир Черноволов.
Без Василя лишились дружина Ярослава, донька Анжеліка 1990 р.н. від попереднього шлюбу, син Андрій 2010 р.н., двоє прийомних синів та онука.
26 серпня з Василем Андріюком прощалися у Києві на Майдані Незалежності. 28 серпня похований в Косові, в останню дорогу проводжали громадою, відспівували священики УПЦ КП та УГКЦ. Люди в останню дорогу проводжали зі свічками під дощем.

## Нагороди та вшанування
- Орден «За мужність» III ст. (27 червня 2015, посмертно) — за особисту мужність і високий професіоналізм, виявлені у захисті державного суверенітету та територіальної цілісності України, вірність військовій присязі[4]
- у серпні 2015-го в Косівській ЗОШ № 2 відкрито пам'ятну дошку Василю Андріюку
- Його портрет розміщений на меморіалі «Стіна пам'яті загиблих за Україну» у Києві: секція 3, ряд 6, місце 8
- Вшановується 23 серпня на щоденному ранковому церемоніалі вшанування українських захисників, які загинули цього дня у різні роки внаслідок російської збройної агресії[5]